# Loaded: The Greatest Hits 1994-2023
Loaded: The Greatest Hits 1994-2023 es un álbum recopilatorio de grandes éxitos de la banda británica de rock Bush. Fue lanzado el 10 de noviembre de 2023, es el segundo álbum de grandes éxitos de Bush en general y el primero publicado tras su reunión de 2010.
Loaded: The Greatest Hits 1994–2023 incluye sencillos de los nueve álbumes de estudio de Bush publicados hasta entonces, desde su debut Sixteen Stone (1994) hasta The Art of Survival (2023), con la incorporación del remix de Stingray de «Mouth» (1997), una nueva canción «Nowhere to Go but Everywhere» y una versión de «Come Together» de The Beatles (1969). El lanzamiento del álbum contó con una gira por Norteamérica en noviembre y diciembre de 2023.

## Lista de canciones
Todas las canciones escritas y compuestas por Gavin Rossdale, excepto lo que se indique. 
| Disco 1 |                            |                              |          |  |
| N.º     | Título                     | Álbum original               | Duración |  |
| 1.      | «Everything Zen»           | Sixteen Stone (1994)         | 4:38     |  |
| 2.      | «Little Things»            | Sixteen Stone (1994)         | 4:24     |  |
| 3.      | «Comedown»                 | Sixteen Stone (1994)         | 5:26     |  |
| 4.      | «Glycerine»                | Sixteen Stone (1994)         | 4:25     |  |
| 5.      | «Machinehead»              | Sixteen Stone (1994)         | 4:16     |  |
| 6.      | «Swallowed»                | Razorblade Suitcase (1996)   | 4:51     |  |
| 7.      | «Greedy Fly»               | Razorblade Suitcase (1996)   | 5:29     |  |
| 8.      | «Mouth (The Stingray mix)» | Deconstructed (1997)         | 5:59     |  |
| 9.      | «The Chemicals Between Us» | The Science of Things (1999) | 3:37     |  |
| 10.     | «Letting the Cables Sleep» | The Science of Things (1999) | 4:36     |  |

| Disco 2 |                                                                      |                                                 |          |  |
| N.º     | Título                                                               | Álbum original                                  | Duración |  |
| 1.      | «The People That We Love»                                            | Golden State (2001)                             | 4:02     |  |
| 2.      | «Inflatable»                                                         | Golden State (2001)                             | 4:20     |  |
| 3.      | «The Sound of Winter»                                                | The Sea of Memories (2011)                      | 3:28     |  |
| 4.      | «The Only Way Out»                                                   | Man on the Run (2014)                           | 3:22     |  |
| 5.      | «This Is War»                                                        | Black and White Rainbows (deluxe edition; 2017) | 4:15     |  |
| 6.      | «Bullet Holes»                                                       | The Kingdom (2020)                              | 3:47     |  |
| 7.      | «Flowers on a Grave»                                                 | The Kingdom (2020)                              | 3:44     |  |
| 8.      | «The Kingdom» (Rossdale, Tyler Bates)                                | The Kingdom (2020)                              | 3:47     |  |
| 9.      | «More Than Machines» (Rossdale, Erik Ron, Chris Traynor)             | The Art of Survival (2022)                      | 3:21     |  |
| 10.     | «Nowhere to Go but Everywhere»                                       | Inedito                                         | 4:03     |  |
| 11.     | «Come Together» (cover de The Beatles) (John Lennon, Paul McCartney) | Inedito                                         | 3:29     |  |

## Posicionamiento en lista
| Lista (2023)                          | Posición |
| ------------------------------------- | -------- |
| Reino Unido (UK Rock & Metal Albums)  | 34       |
| Estados Unidos (Top Hard Rock Albums) | 18       |

## Personal
Bush
- Gavin Rossdale – voz principal, guitarra rítmica (todas las pistas), producción
- Nigel Pulsford – guitarra principal (pistas 1-12), coros, producción
- Dave Parsons – bajo (pistas 1-12), coros
- Robin Goodridge – batería (pistas 1-15, 21)
- Chris Traynor – guitarra principal, coros
- Corey Britz – bajo, coros
- Nik Hughes – batería (pistas 17-20)